# Bela kača s kronico
Bela kača s kronico je slovenska ljudska pravljica, ki jo najdemo v zbirki Babica pripoveduje. Zbirka je izšla v več izvodih, za vsak izvod je pravljice zbrala in uredila Kristina Brenk, slikovno je knjige uredila Ančka Gošnik-Godec. 

## Vsebina
Pripoved govori o kmetici, njenih majhnih otrocih in o beli kači. Mati je vsak dan trdo delala na polju, otroke pa je pustila doma. Vsak dan jim je pripravila skledo mleka, da ne bi bili čez dan lačni. Misleč, da vso skledo izpraznijo sami, jih je mati vedno hvalila. Nekega dne pa so ji otroci povedali, da jim pri jedači pomaga ptiček. Mater je zanimalo, kakšen je, zato se je naslednji dan skrila za vrata in opazovala otroke pri jedači. Kmalu je izpod mize prilezla bela kača s krono na glavi. Ko se je ta najedla, je spustila kronico na tla in se skrila nazaj v luknjo. Prestrašena mati je  pobrala otroke in jih odpeljala na varno. Skupaj z njimi je pobrala tudi kronico. Kmalu so ugotovili, da če položijo kronico na kakšno dobrino, te nikoli ne zmanjka. Kronico so imeli tako dolgo, dokler so bili pri hiši tisti ljudje, ki so z belo kačo lepo in prijazno ravnali.

## Analiza dela po Brunu Bettelheimu
Bela kača s kronico je pripovedka slovenskega ljudskega slovstva (nima avtorja in ima različice). Povezana je z realnostjo in v njej ni nenavadnih in nadrealnih likov. Na koncu kot vsaka pripovedka poda tudi nauk zgodbe. Napisana je tako, da se jo otrokom lahko tekoče pripoveduje in ne le bere; čeprav bi bilo to po standardih Bruna Bettelheima, sama knjiga vsebuje slike pripovedi, kar pa zatira otrokovo samostojno domišljijo. Pripovedka je dolga eno stran in je primerna za otroke do sedmega leta starosti, njen nauk pa je primeren tud za starejše bralce. V pripovedki je nekaj primerov struktur duševnosti, ki jih je natančneje obravnaval Sigmund Freud, to pa so: ono (načelo ugodja), jaz (načelo realnosti) in superjaz (kritičnost posameznika). Ko skrita mati zagleda kačo, jo prevzame strah in s tem tudi načelo ugodja (ono); lahko bi takoj skočila iz skrivališča in otroke odpeljala na varno, vendar je počakala, da se nevarnost (kača) odmakne iz prostora. Načelo realnosti (struktura jaz) zasledimo, ko določenih stvari noče zmanjkati. Mati in ded najprej pomislita, da je vsega kriva kronica, in ne da sta bila tokrat bolj delavna kot po navadi. Strukture superjaz-a v tej pripovedi ni. 
Naslov nakazuje, da se bo v zgodbi zgodila nova in dobra sprememba. Bela barva namreč simbolizira dobroto, novosti, znanje itd., kača pa  predstavlja dogodke in spremembe.
V pripovedi zasledimo  nekaj motivov, ki se ponavljajo tudi v drugih pripovedkah. Motiv hvaležne kače lahko najdemo v pripovedki Hvaležni medved,  motiv, da je dobrota vedno poplačana, pa lahko zasledimo v zgodbah Janček-ježek, Hvaležni medved, Bogata in uboga sestra, Pepelka, Sneguljčica ...

## Interpretacija dela in oseb
Književni prostor:
- kmečka hiša.

Književni čas:
- sama zgodba se odvija v približno treh dneh;
- dejanja se godijo dokler je  pri hiši rod, ki z belo kačo lepo ravna.

Književne osebe: 
- glavne osebe: bela kača;
- stranske osebe: mati, ded, otroci.

Pripovedovalec:
- vsevedni,
- tretjeosebni.

Simbolika barv in živali:
- bela barva: Pomeni začetek, rojstvo, čistost, nekaj novega, nedotakljivega. Je barva dneva, luči, znanja in življenja;
- kača: Kača, ki je svoj rep prikazuje ponavljanje, stalnost. Kača kot sama žival pa ponazarja novosti, spremembe.

Slog:
- okrasni pridevniki: majhni otroci, lep ptiček, bel ptiček, bala kača, lepa krona;
- pomanjševalnice: kronica.

Nauk zgodbe:
- Dobre stvari se godijo tistim, ki na svetu delajo dobre stvari, so prijazni in ljubeznivi, ter z drugimi lepo ravnajo.

Opis oseb:
- Bela kača: glavna oseba v pripovedi, je zaupljiva in hvaležna.
- Mati: delavna kmetica, ob pogledu na kačo jo prevzame strah.
- Ded: stranski lik, delaven.
- Otroci: pridni, resnicoljubni.

Značilnosti ljudskega slovstva:
- okrasni pridevniki, pomanjševalnice,
- različice,
- anonimnost,
- ustno izročilo,
- liki so brezimenski.

## Izdaje
- Babica pripoveduje, leta 1967, Ljubljana: Mladinska knjiga
- Babica pripoveduje, leta 1973, Ljubljana: Mladinska knjiga
- Babica pripoveduje, leta 1979, Ljubljana: Mladinska knjiga
- Babica pripoveduje, leta 1980, Ljubljana: Mladinska knjiga (6 natisov; leta 1980, leta 1982, leta 1984, leta 1987, leta 1992, leta 1996)
- Babica pripoveduje, leta 1999, Ljubljana: Mladinska knjiga (4-je natisi; leta 1999, leta 2001, leta 2005, leta 2006)